# Franz Eppert
Franz Eppert (* 20. Oktober 1934 in Limnich; † 28. Mai 2021 in Charters Settlement, New Brunswick) war ein deutscher Germanist, Linguist und Hochschullehrer.

## Leben und Wirken
Franz Eppert legte seine Reifeprüfung 1956 in Düren ab. Von 1956 bis 1962 studierte er Germanistik, Geschichte und Philosophie an der Universität Köln. Die beiden Staatsexamen für den höheren Schuldienst absolvierte er 1961 und 1964; von 1962 bis 1964 war er Studienreferendar in Grevenbroich und Köln. Im Jahre 1963 promovierte er an der Universität Köln bei Fritz Tschirch über „Der politische und religiöse Flüchtling in seiner sprachlichen Bezeichnung im Deutschen“. Von 1964 bis 1966 war er als Lektor für deutsche Sprache in Rangun (Myanmar) tätig, von 1966 bis 1967 als Dozent am Goethe-Institut in Blaubeuren. Von 1967 bis 1968 arbeitete er als Assistenzprofessor an der University of North Dakota. Ab 1968 lehrte er als Professor für Deutsche Sprache in Kanada und zwar an der University of New Brunswick. Dort trat er 2000 in den Ruhestand. Gastprofessuren führten ihn 1978/79 in den Iran und von 1979 bis 1982 nach Singapur.
Die Veröffentlichungen von Franz Eppert stehen vor allem im Zusammenhang mit dem praktischen Deutschunterricht als Fremd- oder Zweitsprache.

## Veröffentlichungen (Auswahl)
- Deutsche Wortschatzübungen. Hueber, München 1967 (5. Aufl. 1992, ISBN 3-19-001049-8).
- Material zum Konversationsunterricht. Hueber, München 1968 (4. Aufl. 1990, ISBN 3-19-001096-X)
- Grundwortschatz Deutsch. Klett, Stuttgart 1968 (18. Druck 1994, ISBN 3-12-519620-5).
- (Hrsg.): Kleine deutsche Prosa für den Unterricht in Deutsch als Fremdsprache. Klett, Stuttgart 1970 (Nachdruck 1986), ISBN 3-12-554600-1.
- Lexikon des Fremdsprachenunterrichts. Zu Praxis und Theorie des Lehrens und Lernens von Zielsprachen. Kamp, Bochum 1973.
- (Hrsg.): Transfer and translation in language learning and teaching. RELC Publ. / Tanglin Shopping Centre, Singapore 1983, ISBN 9971-74-011-7.
- Grammatik lernen und verstehen. Ein Grundkurs für Lerner der deutschen Sprache. Klett, Stuttgart 1988, ISBN 3-12-553220-5.
- (Bearb.): Sprichwörter und Zitate. Klett, München 1990, ISBN 3-12-675338-8.
- Deutsch in Küche + Restaurant. Eine Einführung in die Fachsprache der Gastronomie. Hueber, Ismaning 1996, ISBN 3-19-001501-5.
- (mit Marianne Eiselt): Den Nagel auf den Kopf treffen. Redewendungen verstehen und anwenden. Diesterweg, Frankfurt/M. 1997, ISBN 3-425-06101-1.
- Grammatik-ABC für Deutsch als Fremdsprache auf Zertifikationsniveau ... Ein kleines Handbuch für Lernende und Lehrende. R. G. Fischer, Frankfurt/M. 2008, ISBN 978-3-8301-1194-8.
- Deutsch mit Vater und Sohn. 10 Bildgeschichten von e. o. plauen für den Unterricht Deutsch als Fremdsprache. 5. Aufl. Hueber, Ismaning 2009, ISBN 978-3-19-001636-5.